# Puncakbaru
Puncakbaru is een bestuurslaag in het regentschap Cianjur van de provincie West-Java, Indonesië. Puncakbaru telt 3021 inwoners (volkstelling 2010).